# Bobby McFerrin
Bobby McFerrin (Manhattan, 11 de marzo de 1950) es un cantante a capela y director de orquesta estadounidense, muy influenciado por el jazz. Es el hijo del renombrado barítono solista Robert McFerrin. Su canción «Don't Worry, Be Happy», interpretada en la banda sonora de la película de 1988 Cocktail protagonizada por Tom Cruise, fue el éxito número 1 en las listas de Estados Unidos. También ha colaborado con solistas como los pianistas de jazz Chick Corea y Herbie Hancock y el violonchelista Yo-Yo Ma y con la Saint Paul Chamber Orchestra. Es conocido por tener un gran rango vocal de cuatro octavas y por su habilidad para usar su voz para crear efectos de sonido, como su recreación de un bajo sobresaturado (con overdrive), que logra cantando y golpeando suavemente su pecho.
En 1987, cantó el tema principal de la serie de televisión The Cosby Show y de algunos comerciales de la televisión estadounidense. En 1993, cantó el tema de la Pantera Rosa en El hijo de la Pantera Rosa, original de Henry Mancini.

## Discografía

### Solista
- Bobby McFerrin, 1982
- The Voice, 1984
- Spontaneous Inventions, 1985
- Elephant's Child, 1987
- Don't Worry, Be Happy, 1988
- Simple Pleasures, 1988
- How the Rhino Got His Skin/How the Camel Got His Hump, 1990
- Medicine Music, 1990
- Many Faces of Bird, 1991
- Sorrow Is Not Forever, 1994
- Paper Music, 1995
- The best of Bobby McFerrin, 1996
- Bang! Zoom, 1997
- Circlesongs, 1997
- Mouth Music, 2001
- Beyond Words, 2003 — con Chick Corea, Cyro Baptista y Richard Bona.
- Bobby mcferrin live in montreal, 2005

### Colaboraciones
- Bobby McFerrin con Jack Nicholson, The Just So Stories, 1987.
- Bobby McFerrin con Chick Corea, Play, 1990.
- Bobby McFerrin con Yo-Yo Ma, Hush, 1991.
- Bobby McFerrin con Chick Corea, The Mozart Sessions, 1996.
- Bobby McFerrin con Richard Bona, Live in Montreal, 2005.

## Grammys
- 1985 "Another Night In Tunisia" con Jon Hendricks
  - "Mejor interpretación vocal masculina de jazz"
- 1985 "Another Night In Tunisia" with Cheryl Bentyne
  - "Mejor arreglo musical para dos o más voces"
- 1986 "Round Midnight"
  - "Mejor interpretación vocal masculina de jazz"
- 1987 "What Is This Thing Called Love"
  - "Mejor interpretación masculina de jazz"
- 1987 "The Elephants’ Child" con Jack Nicholson
  - "Mejor grabación para niños"
- 1988 "Don’t Worry, Be Happy"
  - "Grabación del año",
  - "Canción del año",
  - "Mejor interpretación vocal masculina de pop"
- 1988 "Brothers"
  - "Mejor interpretación vocal masculina de jazz"
- 1992 "Round Midnight"
  - "Mejor interpretación vocal de jazz"